# A Quiet Place: Day One
A Quiet Place: Day One är en amerikansk drama- och skräckfilm från 2024. Filmen är en föregångare till A Quiet Place och A Quiet Place Part II. Filmen är regisserad av Michael Sarnoski efter ett manus skrivet av Scott Beck, John Krasinski och Jeff Nichols. Inspelningen av filmen avslutades våren 2023.
Filmen hade biopremiär i Sverige den 28 juni 2024, utgiven av Paramount Pictures.

## Handling
Filmen utspelar sig tidsmässigt före A Quiet Place och A Quiet Place Part II och kretsar kring vad som skedde i samband med den första attacken.

## Rollista (i urval)
- Lupita Nyong'o – Samira
- Joseph Quinn – Eric
- Alex Wolff – Reuben
- Djimon Hounsou – Henri
- Denis O'Hare – Zena